# Андреа Дория
Андреа Дориа (на италиански: Andrea Doria, D'Oria; * 30 ноември 1466, Онеля, Лигурия; † 25 ноември 1560, Генуа) е генуезки политик, адмирал и Принц на Мелфи (1531 – 1560).
Произлиза от влиятелния генуезки род Дория-Памфилий-Ланди (Doria-Pamphilij-Landi). Той расте без баща. Служи първо като кондотиер при папа Инокентий VIII и при князе. През 1503 г. се бие за своя роден град на Корсика против французите и ги прогонва от Лигурия. След това той става адмирал и се бие на върха на генуезката флота против османците и северноафриканските пирати.
Съюзява се през 1522 г. с французите и постъпва на служба при френския крал Франсоа I. През 1524 г. освобождава обсадената от императорските войски Марсилия. През 1528 г. преминава на страната на императора. Французите са изгонени от Генуа и Републиката минава под закрилата на императора.
Андреа Дория реформира конституцията. До смъртта си има голямо влияние в парламента на Генуа. Градът му дава много привилегии, 2 палата и титлата „Liberator et Pater patriae“ („Освободител и Баща на Отечеството“).
84-годишен е начело на флотата през 1550 г. срещу северноафриканските пирати. През 1555 г. се връща почти 90-годишен в Генуа. Умира там през 1560 г., няколко дена преди 94-тия си рожден ден.